# Phare de l'île Fox du Sud

Le phare de l'île Fox du sud (en anglais : South Fox Island Light), est un phare inactif du lac Michigan, situé à l'extrémité sud de l'île Fox du Sud, dans le Comté de Leelanau, Michigan.

## Historique
Le premier phare, mis en service en 1867, était une tour adossée à une maison de gardien en briques. il était équipé d'une lentille de Fresnel de quatrième ordre.
Le phare actuel, mis en service en 1934, est l'ancien phare de Sapelo Island en Géorgie qui a été transféré sur l'île. La station a été automatisée en 1958, et la lumière a finalement été arrêtée en 1969. 

### Statut actuel
Aucune des deux tours n'a été démolie. En 1971, le gouvernement fédéral a transféré le terrain entourant la station au Michigan Department of Natural Resources (en), qui a pris l'initiative d'établir un port de refuge sur le site. Le phare lui-même a également été transféré à l'État en 1980.
Les efforts de préservation ont commencé en 1984, quand une bande de dix membres de la Michigan Youth Corp a effectué un nettoyage des terrains du phare. En 2002, la Fox Island Education Association a été formée, qui est devenue la Fox Island Lighthouse Association en 2005 lorsqu'elle a demandé le statut d'organisme sans but lucratif.

## Description
Le phare actuel est une tour métallique à claire-voie, avec un pylone central soutenant galerie et lanterne, de 30 m de haut. Lorsqu'il était en activité, le phare était peint en blanc avec une lanterne noire.

### Lien connexe
- Liste des phares au Michigan